# سوزان مورو فرانسیس
سوزان مورو فرانسیس (انگلیسی: Suzanne Morrow Francis; ۱۴ دسامبر ۱۹۳۰ – ۱۱ ژوئن ۲۰۰۶) دامپزشک، اسکیت‌باز نمایشی، رقصنده روی یخ، و جانورشناس اهل کانادا بود.